# The Pedlar of Swaffham

The Pedlar of Swaffham (Le colporteur de Swaffham) est une fable anglaise de Swaffham (Norfolk, Royaume-Uni).

## L'histoire
Le texte suivant est tiré du livre English fairy and other folk tales (1906), qui à son tour se réfère au Diary of Abraham de la Pryme (1699).

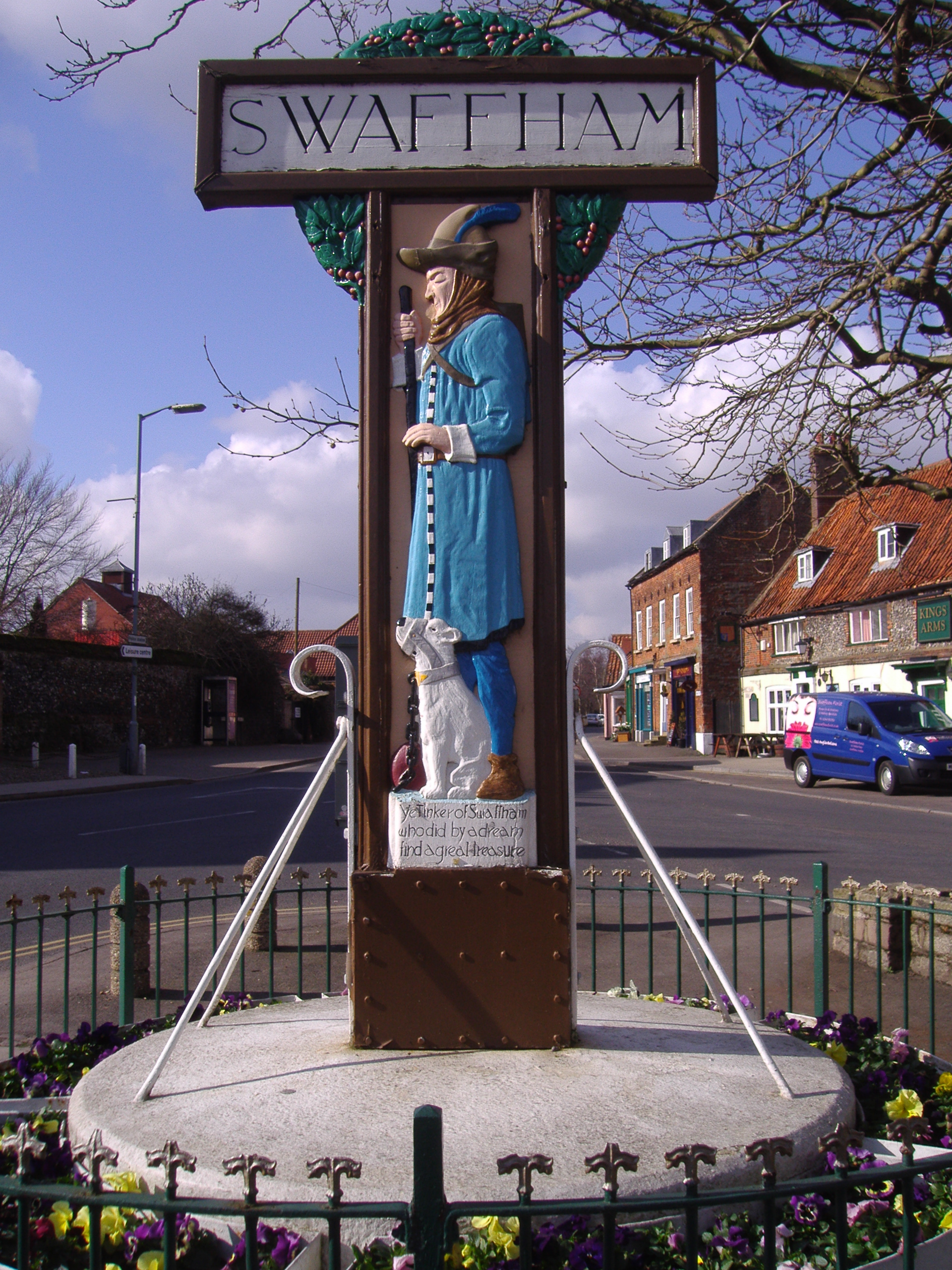
Le colporteur de Swaffham, sur un panneau de la ville de Swaffham.

Selon la tradition, vivait dans les temps anciens dans une ville appelée Soffham (Swaffham), dans le Norfolk, un cordonnier qui rêva une nuit que s'il se rendait à London Bridge et que, s'il s'y tenait, il entendrait une très bonne nouvelle. Tout d'abord, il ne crut pas son rêve, mais troublé par le fait de l'avoir refait les deux nuits suivantes, il partit pour Londres, se tint sur le pont pendant deux ou trois jours - sans rien entendre qui pourrait le réconforter.
Le troisième jour, un commerçant qui avait vu le cordonnier rester là sur le pont lui demanda s'il était un vendeur ou un mendiant ; le colporteur répondit que non. Le commerçant lui demanda ce qu'il faisait à attendre sur le pont, à quoi le colporteur répondit qu'il avait rêvé que s'il venait à Londres et se tenait là sur le pont, il entendrait une bonne nouvelle. À cette réponse le marchand se mit à rire, lui demandant s'il n'était pas fou de faire un si long voyage pour une course si stupide, et ajoutant : « Je vais vous dire, mon ami, hier soir j'ai rêvé que j'étais dans une ville appelée Soffham, dans Norfolk, un endroit qui m'est complètement inconnu. Je pensais que, derrière une maison de colporteur il y avait un verger, et que si je creusais sous un grand chêne, je trouverais un grand trésor ! Maintenant réfléchissez, ajouta-t-il, suis-je si stupide pour faire un si long voyage à l'instigation d'un rêve idiot ? Par conséquent, mon ami, apprenez de moi, et rentrez chez vous, et occupez vous de ce qui vous importe. »
Le cordonnier, écoutant ces paroles, et de bonne humeur devant une si bonne nouvelle, retourna prestement chez lui et découvrit un grand trésor qui le rendit extrêmement riche. L'église de Soffham tombait en ruines, et il trouva des bâtisseurs pour la reconstruire avec l'argent qu'il avait trouvé ; et jusqu'à ce jour sa statue se tient, en bonne pierre, avec son paquetage sur son dos et son chien sur ses talons ; et à ce jour sa mémoire est également conservée sous la même forme ou la même image dans la plupart des vitraux et des tavernes de cette ville.

## Origines
Des légendes similaires se retrouvent dans toute l'Europe et au Moyen-Orient. La version la plus ancienne est un des poèmes du Masnavi intitulé À Bagdad, rêvant du Caire ; au Caire, rêvant de Bagdad, par le poète perse du XIIIe siècle, Rûmî. Ce poème fut transformé en conte des Mille et Une Nuits : L'homme qui devint riche  grâce à un rêve et s'étendit au folklore, aux histoires pour enfants et à la littérature de divers pays. Plus récemment, le conte a été adapté et forme l'intrigue du roman L'Alchimiste de Paulo Coelho.

### Source
- (en) Cet article est partiellement ou en totalité issu de l’article de Wikipédia en anglais intitulé « Pedlar of Swaffham » (voir la liste des auteurs).